# Hister recurvus
Hister recurvus är en skalbaggsart som beskrevs av Sylvain Auguste de Marseul 1854. Hister recurvus ingår i släktet Hister och familjen stumpbaggar. Inga underarter finns listade i Catalogue of Life.